# 나타샤 리우 보르디초
나타샤 리우 보르디초(Natasha Liu Bordizzo, 중국어: 劉承羽, 병음: Liú Chéngyǔ, 1994년 8월 25일 ~ )는 오스트레일리아의 배우이다.

## 출연 작품
- 호텔 뭄바이 - 브리 역
- 모든 것을 벗어던진 특별한 여행 - 발레리 역
- 건즈 아킴보 - 노바 역
- 위시 드래곤 - 왕리나 역
- 데이 시프트 - 히스 역